# Îles Pescadores
Penghu ou îles Pescadores (chinois traditionnel : 澎湖群島 ; chinois simplifié : 澎湖群岛 ; pinyin : Pénghú Qúndǎo ; Wade : P'êng²-hu² Ch'ün²tao³ ; Hokkien : Phêⁿ-ô ·-kûn-tó) est un archipel de 90 îles et îlots de Taïwan, situés au large de la côte ouest de l'île principale, dans le détroit de Taïwan, à 45 km de la côte sud-ouest de Taïwan et à 140 km du continent.
Couvrant une superficie de 141 km2, pour une population totale de 100 000 habitants, elles correspondent administrativement au comté de Penghu, dont la capitale est la ville de Magong (馬公市). C'est le deuxième plus petit comté après celui de Lienchiang.
L'archipel est un lieu touristique important classé en tant que National Scenic Area.

## Toponymie
Le nom « Pescadores » provient du nom portugais : Ilhas dos Pescadores (« îles des pêcheurs »). Les îles ont également été appelées en chinois minnan : Pehoe. D'ailleurs, « Pescadores » était aussi le nom donné par l'expédition espagnole de Hernando de Grijalvaen, en 1537, à l'atoll micronésien Kapingamarangi.

## Histoire
Les découvertes de poteries marquées par un cordon rouge indiquent que les îles Pescadores ont été visitées par des populations du sud-ouest de Taïwan il y a environ 4500 ans, bien qu'elles ne s'y soient pas définitivement installées.
Les Han du sud du Fujian commencèrent à établir des communautés de pêcheurs sur les îles aux IXe et Xe siècles, et des représentants furent stationnés par intermittence par la dynastie des Song du Sud et des Yuan aux environs de 1170.
Wang Dayuan donna un compte rendu détaillé des îles dans son Daoyi Zhilüe (1349). 

### Dynastie Ming
Au XVe siècle, les Ming ordonnèrent l’évacuation des îles dans le cadre de leur interdiction maritime. Lorsque ces restrictions furent levées à la fin du XVIe siècle, les communautés légales de pêcheurs furent rétablies sur les îles. Ces pêcheurs vouèrent un culte au Temple Mazu qui donna à Magong son nom et eux-mêmes donnèrent lieu au nom portugais de Pescadores. Les Ming établirent une présence militaire en 1603.
À cette époque, la Compagnie néerlandaise des Indes orientales essayait de forcer la Chine à ouvrir un port dans la province du Fujian pour le commerce néerlandais et pour expulser les Portugais de Macao,,. Lorsque les Néerlandais furent défaits par les Portugais à la bataille de Macao en 1622, ils se saisirent des Pescadores, construisant un fort et menacèrent les Chinois de raids sur les ports et les navires commerciaux, à moins qu'ils n'entament des négociations avec eux au sujet des Pescadores et que la Chine ne commerce pas avec Manille. En réponse, le gouverneur chinois de Fujian exigea que les Néerlandais se retirent des Pescadores pour aller à Taïwan, où les Chinois leur permettraient de s'engager dans des activités commerciales,. Les Néerlandais continuèrent à piller la côte du Fujian entre octobre 1622 et janvier 1624 pour forcer leurs revendications, mais ils échouèrent. En 1624, le nouveau gouverneur du Fujian envoya une flotte de 40 à 50 navires de guerre de 5 000 hommes aux Pescadores et expulsèrent les Néerlandais, qui déménagèrent à Fort Zeelandia (aujourd'hui dans Tainan), sur l'île de Taïwan,.

### Dynastie Qing
Au milieu du XVIIe siècle, Taiwan et l'archipel furent gouvernés par le royaume de Koxinga (Royaume de Tungning), qui fut renversé par les Qing en 1683 après la bataille des Pescadores.
Les Français s'emparèrent de l'archipel en mars 1885 au cours des dernières semaines de la guerre sino-française, mais ils les évacuèrent quatre mois plus tard, à la suite de l'« Affaire du Tonkin ». La campagne des Pescadores était la dernière campagne de l'amiral Amédée Courbet, dont les victoires navales, remportées durant cette guerre, en firent un héros national en France. Courbet faisait partie des soldats et marins français qui succombèrent au choléra pendant l'occupation française des Pescadores. Il mourra à bord de son navire amiral Bayard dans le port de Magong le 11 juin 1885.

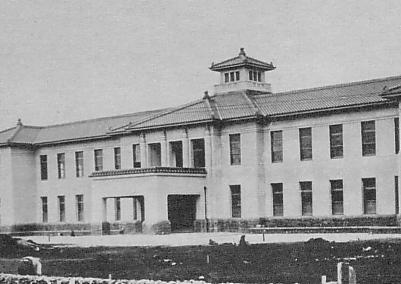
Bureau gouvernemental de la préfecture de Hoko

### Empire du Japon
Vers la fin de la première guerre sino-japonaise, le Japon, après avoir vaincu les Qing dans le nord de la Chine, chercha à obtenir les Pescadores et Taiwan dans l'accord final. En mars 1895, les Japonais battirent la garnison chinoise sur les îles et occupèrent Magong. L'occupation japonaise des Pescadores, grâce au port de Magong, donna à la marine impériale japonaise une base avancée à partir de laquelle ses navires à charbon à courte portée pouvaient contrôler le détroit de Taïwan et empêcher ainsi l'envoi de plus de troupes chinoises à Taïwan. Cette action persuada les négociateurs chinois à Shimonoseki que le Japon était déterminé à annexer Taïwan et, après que les Pescadores, Taïwan et la péninsule de Liaodong furent cédés au Japon dans la ratification du traité de Shimonoseki en avril, à contribuer au succès de l'invasion de Taïwan en mai.
Le comté de Penghu est alors nommé préfecture de Hōko par le gouvernement colonial japonais de Taïwan. Pendant la Seconde Guerre mondiale, Makō (Makung) fut une base majeure pour la marine impériale japonaise et le point d'embarquement pour l'invasion des Philippines en 1941-1942.

### République de Chine
Au cours de la Déclaration du Caire en 1943, les États-Unis, le Royaume-Uni et la Chine déclarèrent que « tous les territoires que le Japon a volés aux Chinois, tels que Formose et les Pescadores, seront restitués à la république de Chine ». Le 26 juillet 1945, les trois gouvernements publièrent la déclaration de Potsdam, déclarant que « les conditions de la Déclaration du Caire doivent se réaliser ». Toutefois, les États-Unis et le Royaume-Uni considérèrent les documents susmentionnés comme de simples déclarations d'intention en temps de guerre sans force contraignante. À la suite de la capitulation du Japon le 2 septembre 1945, le Commandant suprême des puissances alliées, Douglas MacArthur, promulgua l'arrêté général n° 1 ordonnant aux forces japonaises de se rendre aux puissances alliées et de faciliter l'occupation des territoires japonais par ces dernières. Au cours du traité de San Francisco, signé en 1951 et entré en vigueur en 1952, le Japon renonça à la souveraineté sur Taïwan et sur les Pescadores, mais laissa sa décision finale en suspens. L’archipel est administré par la république de Chine depuis 1945.
Les boat-people Vietnamiens furent emmenés aux Pescadores par les navires taïwanais dans les années 1980.
Le 25 mai 2002, un Boeing 747-200 du vol 611 de la China Airlines, au départ de Taipei à Hong Kong, se désintégra et explosa sur les îles. L'épave tomba dans le détroit de Taïwan, à quelques kilomètres de la côte. Tous les 225 passagers ainsi que l'équipage à bord furent tués.

## Climat
| Mois                                            | jan.  | fév. | mars  | avril | mai   | juin  | jui.  | août  | sep.  | oct.  | nov.  | déc.  | année   |
| ----------------------------------------------- | ----- | ---- | ----- | ----- | ----- | ----- | ----- | ----- | ----- | ----- | ----- | ----- | ------- |
| Température minimale moyenne (°C)               | 15,4  | 15,4 | 17,4  | 20,9  | 23,7  | 25,6  | 26,6  | 26,5  | 25,9  | 23,9  | 20,9  | 17,4  | 21,6    |
| Température minimale moyenne la plus basse (°C) | 7,7   | 7,2  | 7,4   | 10,5  | 16,6  | 19,3  | 21,8  | 21,1  | 19,2  | 15    | 9,6   | 9     | 7,2     |
| Température moyenne (°C)                        | 16,9  | 17,1 | 19,5  | 23    | 25,7  | 27,6  | 28,7  | 28,6  | 27,8  | 25,4  | 22,4  | 18,9  | 23,5    |
| Température maximale moyenne (°C)               | 19,3  | 19,6 | 22,4  | 26    | 28,8  | 30,6  | 32    | 31,8  | 30,7  | 28,1  | 24,8  | 21,1  | 26,3    |
| Température maximale moyenne la plus haute (°C) | 28,6  | 29,5 | 30,8  | 33    | 34,2  | 35,9  | 36,7  | 35,2  | 35,1  | 35,3  | 31,1  | 30    | 36,7    |
| Ensoleillement (h)                              | 111,5 | 94,7 | 125,2 | 148,8 | 179,3 | 200,4 | 264,8 | 240,4 | 213,8 | 189,9 | 139,1 | 123,3 | 2 031,2 |
| Précipitations (mm)                             | 17,5  | 50,7 | 59,5  | 88,3  | 118,3 | 153,9 | 157,7 | 181   | 112,7 | 28,4  | 21,2  | 24,2  | 1 013,4 |
| Nombre de jours avec précipitations             | 5     | 7,2  | 8,9   | 9,4   | 9,7   | 10,1  | 7,7   | 8,8   | 6,8   | 2,2   | 3,6   | 4,1   | 83,5    |
| Humidité relative (%)                           | 79,7  | 82,2 | 82,1  | 82,7  | 83,6  | 85,9  | 84,8  | 85    | 80,9  | 76,8  | 77,3  | 77,4  | 81,5    |

## Gouvernement

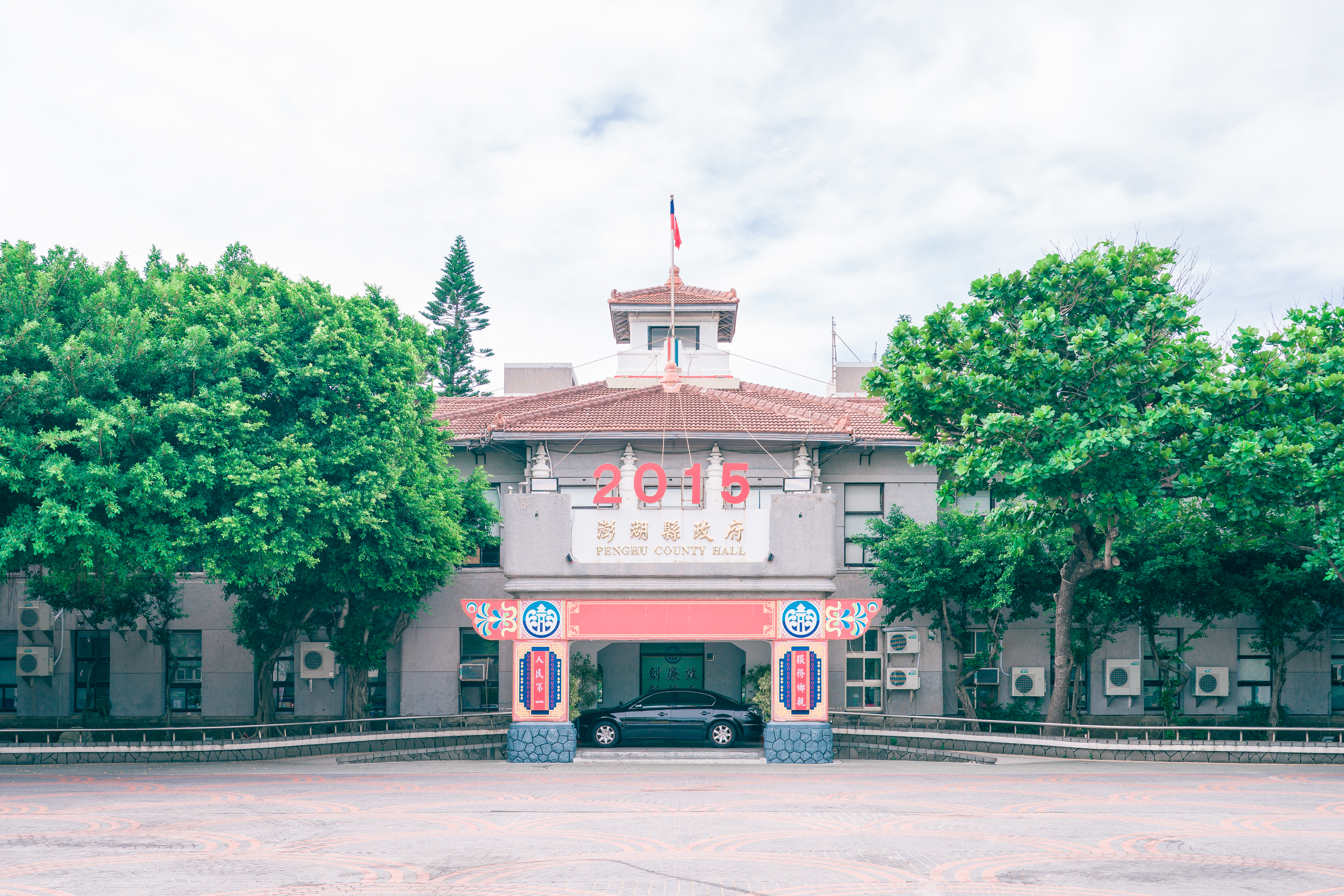
Mairie du comté de Penghu

Le comté de Penghu est administré par le gouvernement du comté de Penghu dirigé par le magistrat Chen Kuang-fu du Parti progressiste démocratique, dont le siège est la mairie du comté de Penghu.

Subdivisions administratives du comté de Penghu

### Subdivisions administratives
Le comté de Penghu est divisé en 1 ville et 5 cantons ruraux. Il est divisé en 97 villages. Tout comme le comté de Lienchiang, le comté de Penghu n’a aucun canton urbain. Le siège du comté est situé à Magong où siège la mairie et le conseil du comté de Penghu.
Outre la ville de Magong, l'archipel compte 5 cantons ruraux :
| Type         | Nom     | Chinois | Taïwanais | Hakka    | Français                             |
| ------------ | ------- | ------- | --------- | -------- | ------------------------------------ |
| Ville        | Magong  | 馬公市  | Má-king   | Mâ-kûng  | À l'origine "Temple de Mazu" (媽宮)  |
| Canton rural | Huxi    | 湖西鄉  | Ô͘-sai     | Fù-sî    | Lac de l'ouest / à l'ouest de Penghu |
| Canton rural | Baisha  | 白沙鄉  | Pe̍h-soa   | Pha̍k-sâ  | Sable blanc                          |
| Canton rural | Xiyu    | 西嶼鄉  | Sai-sū    | Sî-yí    | Île à l'ouest                        |
| Canton rural | Wang'an | 望安鄉  | Bāng-oaⁿ  | Mong-ôn  | Espoir sûr                           |
| Canton rural | Qimei   | 七美鄉  | Chhit-bí  | Tshit-mî | Sept beautés                         |

Les îles principales de Magong ou canton de Huxi, de le canton de Baisha, et du canton de Xiyu sont les trois îles les plus habitées et sont reliées par des ponts. Deux ponts plus courts relient Huxi et Baisha. Le grand pont des Pescadores reliant Baisha et Xiyu est le pont le plus long de Taïwan.

### Politique
Le comté élit un représentant unique au Yuan législatif. Lors des élections législatives de 2016 en république de Chine, le Parti progressiste démocratique a remporté ce siège avec 55,4% des voix.

## Conflit politique
En dépit de la controverse sur le statut politique de Taïwan, la république de Chine et la république populaire de Chine sont d'accord pour dire que les Pescadores constituent un « comté de Taïwan » (province de Taïwan, république de Chine et province de Taïwan, république populaire de Chine). Cependant, l'île de Taïwan n'inclut pas géographiquement les Pescadores, même si elle s'avère plus proche de Taïwan que de la Chine continentale. Ainsi, les Pescadores figurent séparément de Taïwan dans certains contextes : cela concerne, par exemple, le territoire douanier séparé de Taïwan, des Pescarores, de Kinmen et de Matsu (ce qui constitue le nom officiel de la république de Chine à l'OMC) dans le traité de Shimonoseki, la Déclaration du Caire, et le traité de San Francisco (voir ci-dessus).

## Économie
En raison de sa situation géographique, les pêcheries furent la principale industrie de Penghu. Le Bureau de l'agriculture et de la pêche du Gouvernement du comté de Penghu régit les questions liées à l'agriculture et à la pêche au sein du territoire. En 2016, le bureau a promulgué une interdiction sur la récolte des oursins en raison de la diminution de leur population. Cependant, elle a été levée en 2017, bien que les captures soient limitées aux espèces dont le diamètre est supérieur à 8 cm. 

## Démographie
| Année      | 1985    | 1990    | 1995   | 2000   | 2005   | 2010   | 2015    |
| ---------- | ------- | ------- | ------ | ------ | ------ | ------ | ------- |
| Population | 102 282 | 95 932  | 90 937 | 89 496 | 91 785 | 96 918 | 102 304 |
| Évolution  |         | - 6,2 % | - 5,2% | - 1,6% | +2,6%  | +5,6%  | +5,6%   |

## Enseignement

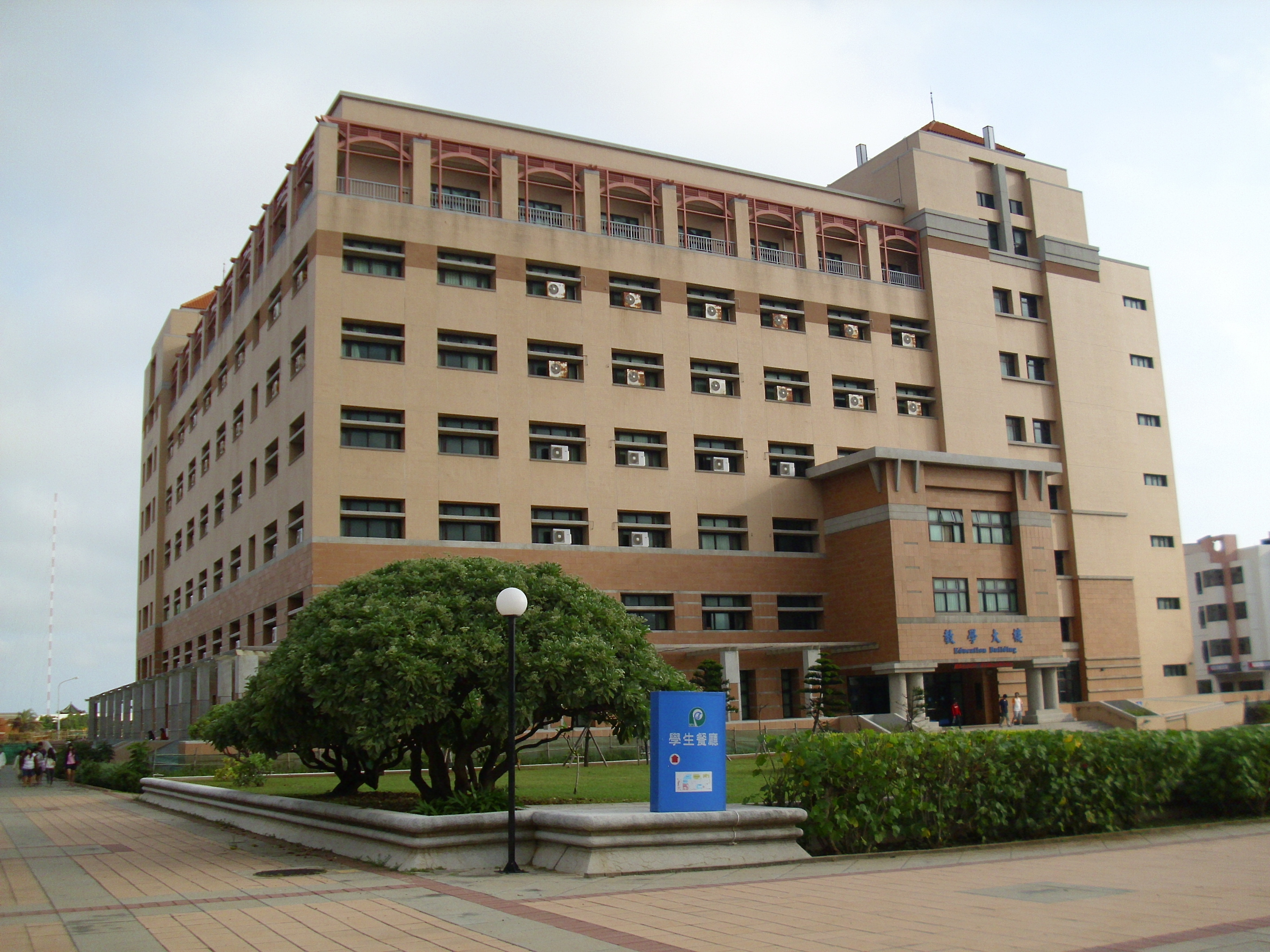
Université Nationale des Sciences et des Technologies de Penghu

Les questions liées à l’éducation au sein du comté de Penghu sont gérées sous le Département de l’Éducation du gouvernement du comté de Penghu.
Le comté abrite l'Université nationale des sciences et des technologies de Penghu.

## Énergie
Les Pescadores sont alimentées par la centrale électrique à diesel de Chienshan qui a une capacité de 140 MW mise en service en 2001, et par la centrale électrique de Hujing située sur l'île Table. Le 24 décembre 2010, le projet de câble souterrain Taïwan-Penghu de Taipower fut approuvé par le Yuan exécutif afin de relier le réseau électrique de l'île de Taïwan aux Pescadores.
Dans le cadre d’un projet de développement de l’énergie éolienne approuvé en 2002 par le Yuan exécutif, le gouvernement de la république de Chine a mis en place un projet de construction de 200 éoliennes au total aux Pescadores dans les 10 ans. Cependant, seules 14 turbines ont été construites en 2015. Le 1er octobre 2015, Taipower annonça la construction de 11 nouvelles éoliennes à travers l'archipel, dont 6 seront construites dans la commune de Huxi et 5 dans la commune de Baisha. 
La capacité totale de dessalement du comté afin de fournir de l'eau potable pour ses habitants s'élève à 15 500 m³ par jour. Afin de réduire l'utilisation des nappes phréatiques, le comté a signé, en novembre 2015, un contrat de construction d’une usine de dessalement supplémentaire d’une capacité de 4 000 m³ par jour, dont la construction devrait être achevée en mai 2018.

## Lieux d'intérêt touristique
La Zone panoramique nationale de Penghu a été créée au début des années 1990, comprenant la plupart des îles et des îlots de l'archipel. Le tourisme est depuis devenu l'une des principales sources de revenus du comté.
- Les sites historiques comprennent:
- Central Street
- Temple de Mazu
- Puits à quatre yeux
- Reclamation Hall de Penghu
- Phare de Qimei
- Phare est de Siyu
- Forteresse de Jinguitou
- Phare ouest de Siyu.

Les musées du comté incluent:
- Chuwan crabe Museum
- Musée des Ressources Océaniques
- Musée mémoriel de Chang Yu-shen
- Penghu Living Museum.

D'autres attractions touristiques incluent:
- Pierres empilées "Cœur double"
- "Little Taiwan"
- Grotte de la baleine
- Galerie géologique de Xiaomen
- Parc national marin du sud des Pescadores[24].

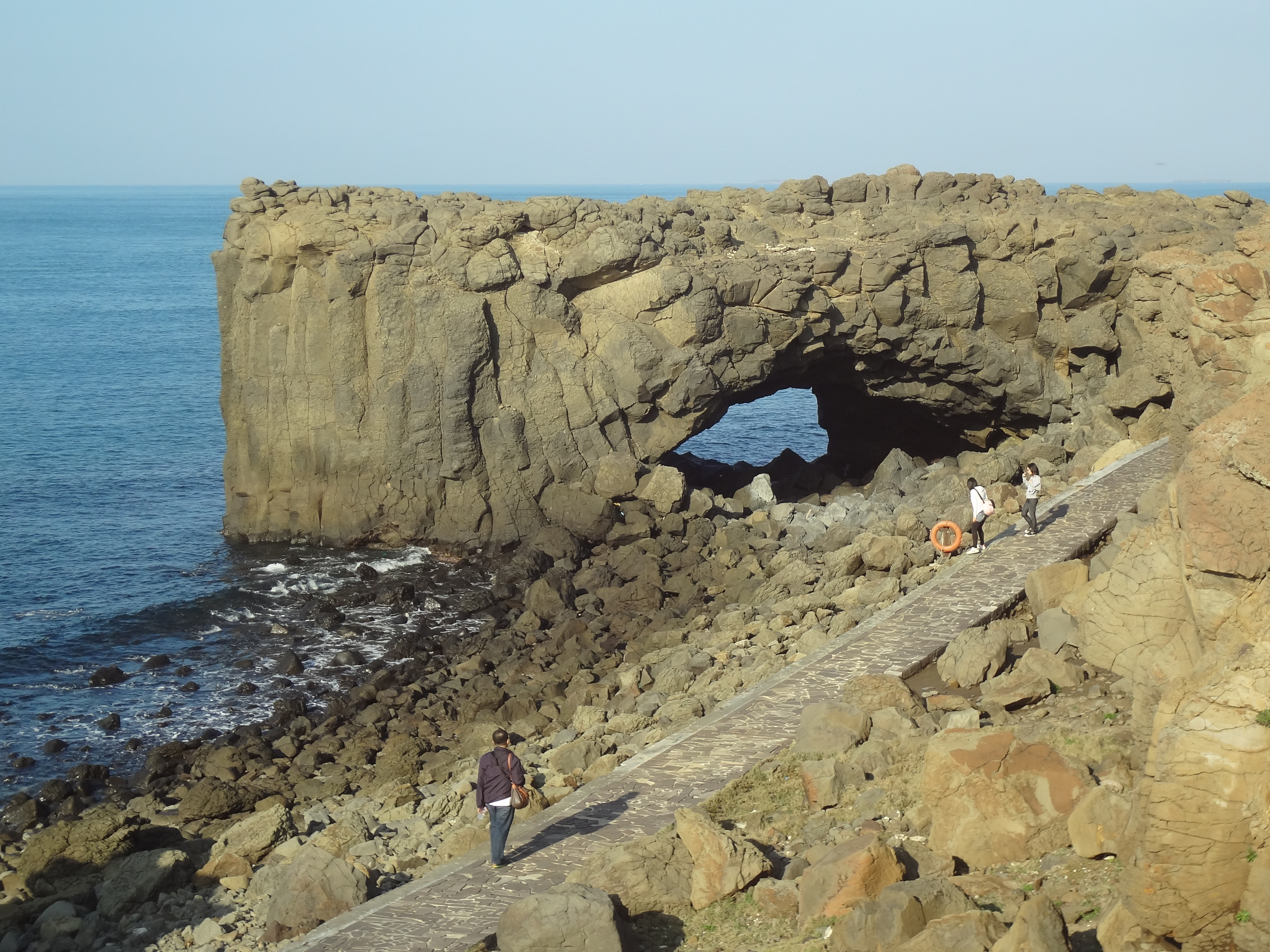
Grotte de la Baleine
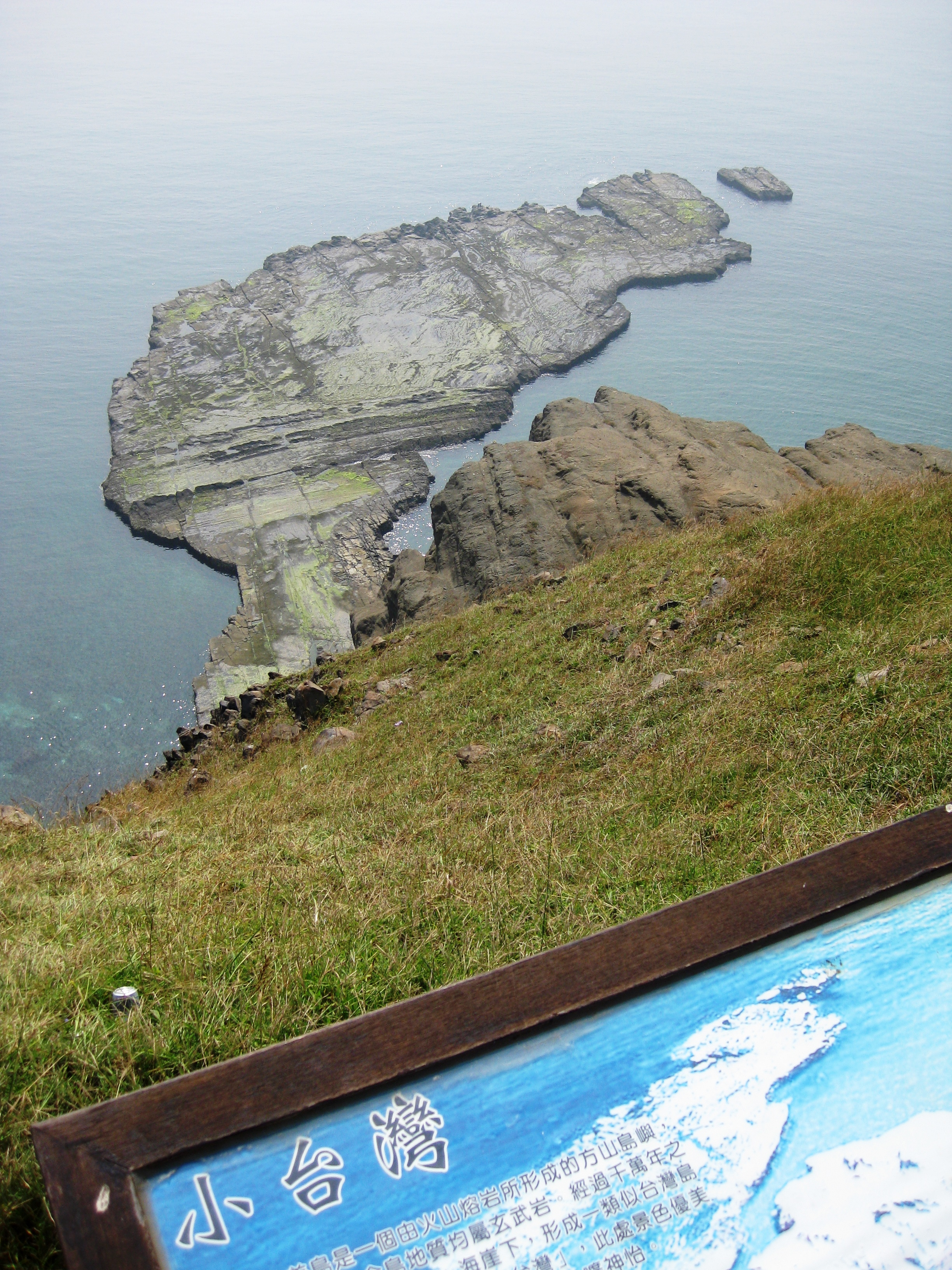
Little Taiwan
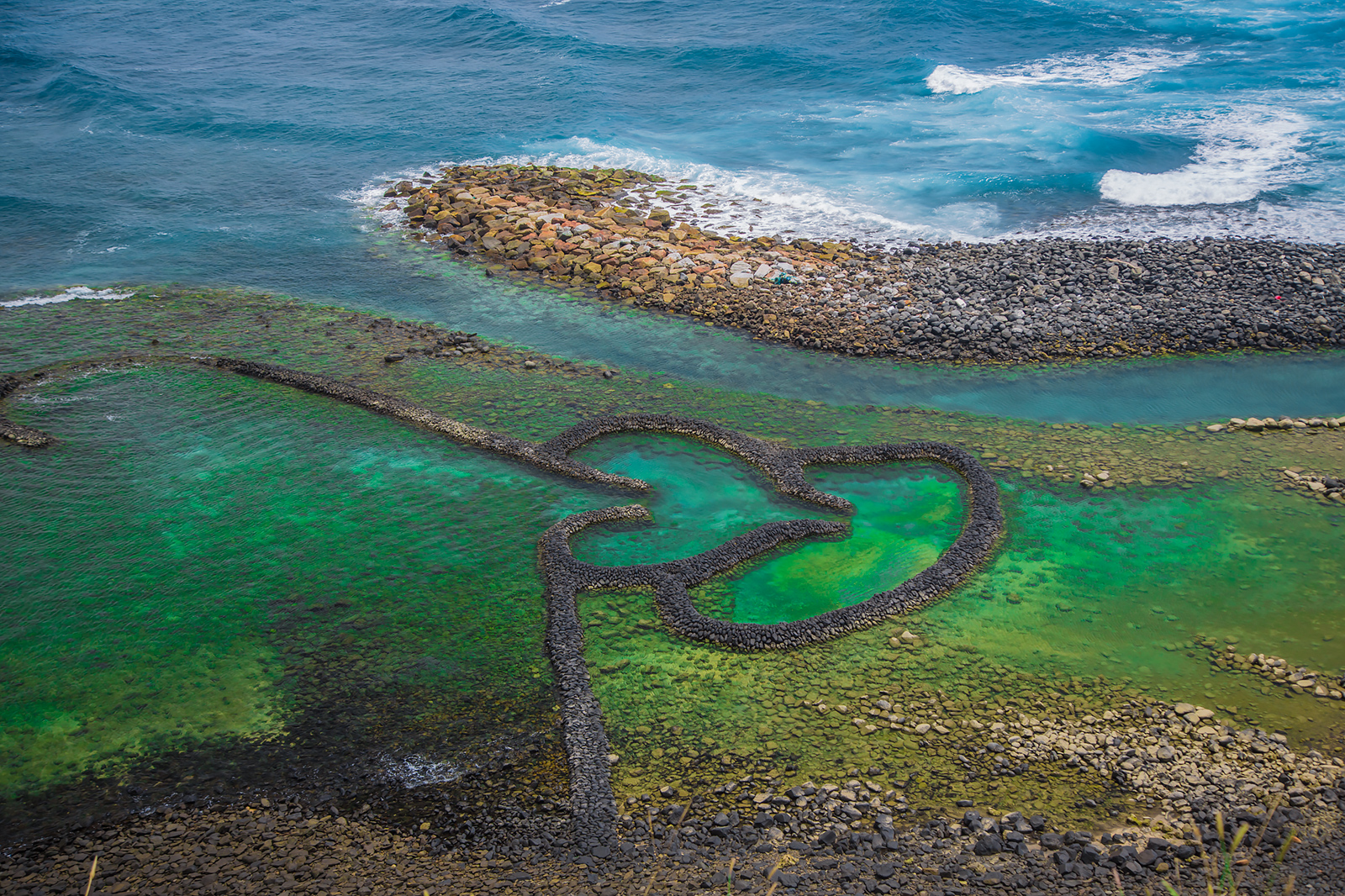
Pierres empilées "Cœur double"
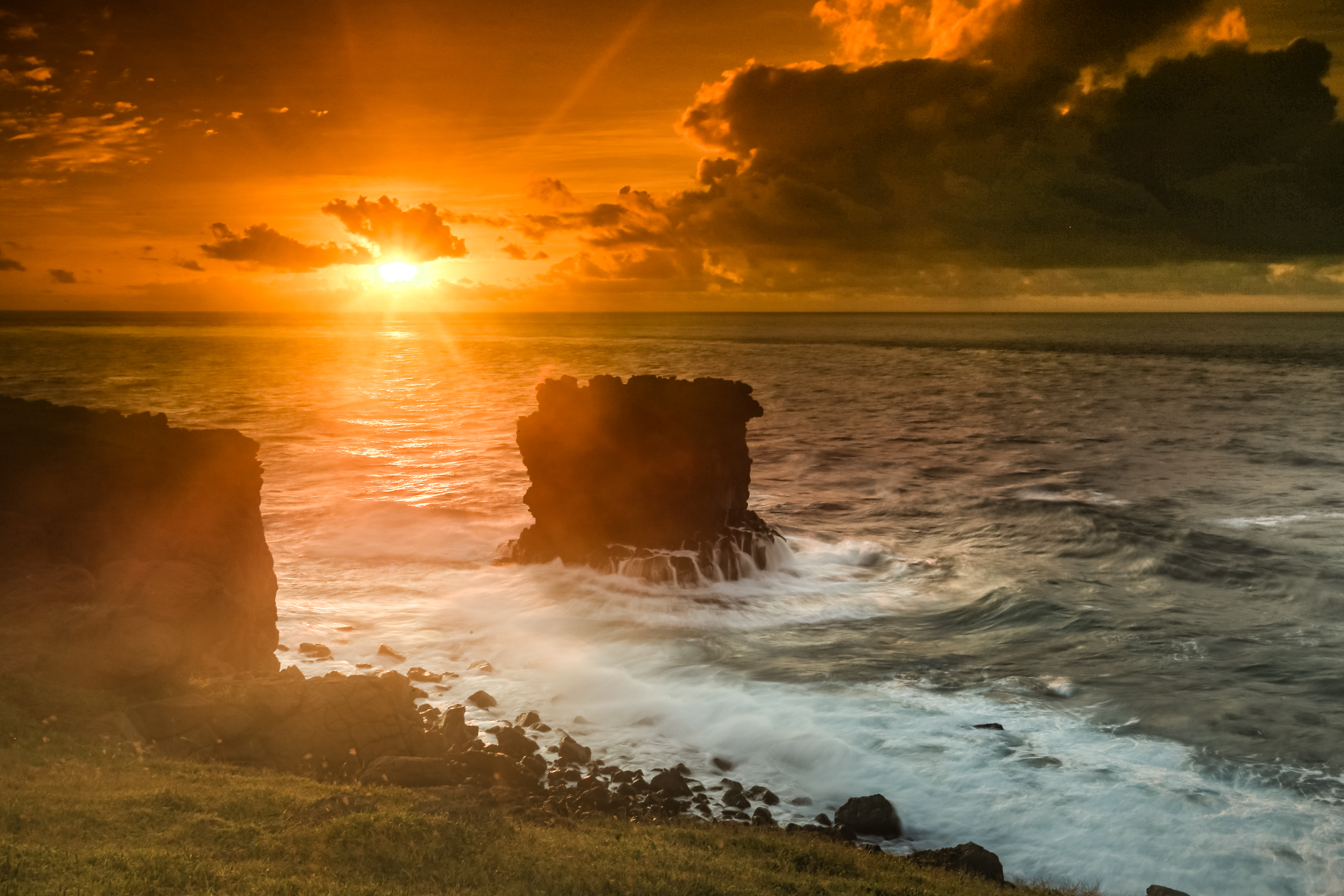
Lever de Soleil sur Dong-ji-yu, une ile aux Pescadores. Juin 2019.

Depuis le 1er janvier 2015, les touristes de Chine continentale peuvent directement demander le permis de sortie et d'entrée à leur arrivée aux Pescadores. Ce privilège s’applique également aux îles Kinmen et aux îles Matsu afin de stimuler le tourisme dans ces îles périphériques de Taïwan.

## Accès

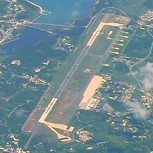
Vue aérienne de l'aérodrome de Magong.

Les îles Pescadores sont desservies par l'aérodrome de Magong localisé dans la ville du même nom et l'aérodrome de Qimei situé dans le comté du même nom. Les deux aérodromes sont en service depuis 1977.
Le port de Magong accueille des liaisons par ferry avec Kaohsiung, Tainan, Chiayi et Kinmen.